# Крезје ле Неф
Крезје ле Неф (фр. Creuzier-le-Neuf) насеље је и општина у централној Француској у региону Оверња, у департману Алије која припада префектури Виши.
По подацима из 2011. године у општини је живело 1051 становника, а густина насељености је износила 96,6 становника/km². Општина се простире на површини од 10,88 km². Налази се на средњој надморској висини од 300 метара (максималној 400 m, а минималној 246 m).

## Демографија
| 1962. | 1968. | 1975. | 1982. | 1990. | 1999. | 2011. |
| ----- | ----- | ----- | ----- | ----- | ----- | ----- |
| 535   | 564   | 617   | 733   | 937   | 959   | 1.051 |

График промене броја становника у току последњих година